# Pierre Dubois (homme politique, 1938)
Pour les articles homonymes, voir Dubois et Pierre Dubois.
Pierre Dubois, né le 22 octobre 1938 à Peseux (canton de Neuchâtel) et mort le 8 juin 2025 à Neuchâtel (canton de Neuchâtel), est une personnalité politique suisse, membre du Parti socialiste.

## Biographie
Pierre Dubois naît le 22 octobre 1938 à Peseux. Il effectue sa scolarité obligatoire à Peseux et à Neuchâtel et obtient une maturité commerciale à l'École supérieure de commerce de Neuchâtel. Il étudie ensuite les sciences économiques à l'Université de Neuchâtel, puis enseigne dès 1966 l'économie à l'École supérieure de commerce. 
D'abord socialiste[réf. nécessaire], il fait partie de la Nouvelle Gauche socialiste de 1958 à 1962 puis retourne au Parti socialiste,. De 1968 à 1980, il siège au Conseil général de la ville de Neuchâtel et y préside le groupe socialiste de 1972 à 1975. De 1975 à 1980, il est président du Parti socialiste de la ville de Neuchâtel.
En 1973, il est élu au Grand Conseil du canton de Neuchâtel et y reste jusqu'en 1980. Il siège dans les commissions financière et juridique. Il préside également une commission spéciale chargée d'étudier le problème des syndicats intercommunaux. 
En 1980, il est élu au Conseil d'État comme remplaçant de René Meylan à l'occasion d'une élection complémentaire tacite. Réélu à quatre reprises, il conserve ce mandat pendant 17 ans, jusqu'au printemps 1997. Il est chef des départements de l'Économie publique pendant ces dix-sept ans et, en plus, de la Justice jusqu'en 1993. À quatre reprises également, il est président du Conseil d'État (1982–1983, 1987-1988, 1991-1992, 1995-1996). Il est candidat malheureux au Conseil des États en 1991, les deux candidats des partis de droit, Thierry Béguin et Jean Cavadini, étant élus au premier tour de scrutin. En 1983, il est président du gouvernement au moment de la visite d'État du président François Mitterrand qui s'est rendu à Neuchâtel.
Comme chef du département de l'Économie, il doit faire face à de lourdes restructurations, marquées notamment par la disparition des entreprises Favag à Neuchâtel, Dubied à Couvet, câbleries de Cortaillod et fours Borel à Peseux. Il crée une structure de promotion économique qui parvient à attirer de nouvelles entreprises. Président de l'Interprofession du Gruyère jusqu'en 2011, il s'est battu pour obtenir l'appellation d'origine contrôlée (AOC).
Grand amateur de football, il est un supporter du FC Xamax.
Pierre Dubois meurt  dans sa maison à Neuchâtel (canton de Neuchâtel)le 8 juin 2025 à l'âge de 86 ans.